# Annick Korrigan
Pour les articles homonymes, voir Korrigan.
 (avril 2024).
La mise en forme du texte ne suit pas les recommandations de Wikipédia : il faut le « wikifier ».
Les points d'amélioration suivants sont les cas les plus fréquents. Le détail des points à revoir est peut-être précisé sur la page de discussion.
- Les titres sont pré-formatés par le logiciel. Ils ne sont ni en capitales, ni en gras.
- Le texte ne doit pas être écrit en capitales (les noms de famille non plus), ni en gras, ni en italique, ni en « petit »…
- Le gras n'est utilisé que pour surligner le titre de l'article dans l'introduction, une seule fois.
- L'italique est rarement utilisé : mots en langue étrangère, titres d'œuvres, noms de bateaux, etc.
- Les citations ne sont pas en italique mais en corps de texte normal. Elles sont entourées par des guillemets français : « et ».
- Les listes à puces sont à éviter, des paragraphes rédigés étant largement préférés. Les tableaux sont à réserver à la présentation de données structurées (résultats, etc.).
- Les appels de note de bas de page (petits chiffres en exposant, introduits par l'outil «  Source ») sont à placer entre la fin de phrase et le point final[comme ça].
- Les liens internes (vers d'autres articles de Wikipédia) sont à choisir avec parcimonie. Créez des liens vers des articles approfondissant le sujet. Les termes génériques sans rapport avec le sujet sont à éviter, ainsi que les répétitions de liens vers un même terme.
- Les liens externes sont à placer uniquement dans une section « Liens externes », à la fin de l'article. Ces liens sont à choisir avec parcimonie suivant les règles définies. Si un lien sert de source à l'article, son insertion dans le texte est à faire par les notes de bas de page.
- La présentation des références doit suivre les conventions bibliographiques. Il est recommandé d'utiliser les modèles {{Ouvrage}}, {{Chapitre}}, {{Article}}, {{Lien web}} et/ou {{Bibliographie}}. Le mode d'édition visuel peut mettre en forme automatiquement les références.
- Insérer une infobox (cadre d'informations à droite) n'est pas obligatoire pour parachever la mise en page.

Pour une aide détaillée, merci de consulter Aide:Wikification.
Si vous pensez que ces points ont été résolus, vous pouvez retirer ce bandeau et améliorer la mise en forme d'un autre article.
Annick Korrigan, née 1936, est une actrice française. 
Elle a suivi les cours au Conservatoire national supérieur d'art dramatique, promo 1958. Elle était dans la classe avec Marie Dubois, les deux ont déjà joué ensemble pendant leurs études d'art dramatique à la Comédie-Française dans la pièce Un roi, deux dames et un valet de François Porché sous la mis-en-scène de Jacques Sereys. En 1959 elle joue le rôle de Martine dans Les croulants se portent bien. Autres rôles : dans Zi’Nico ou les Artificiers, une adaptation de Denise Lemaresquier de Le Voci di dentro d'Eduardo De Filippo, elle est Elvire Cimmurata.
Elle fait ses débuts à la télévision dans Alibi d'Albi dans le rôle de Marthe. Son rôle le plus connu est celui d'Hélène de Lartigautière dans la mini-série Mauregard, la première saga familiale de la télévision française, dans laquelle elle doit épouser son bon ami Maxence (Richard Leduc) et le met en contact avec sa meilleure amie Françoise Claude Jade, protégeant et encourageant leur amour.

## Théâtre
- 1959 : Les croulants se portent bien, Théâtre du Marais, mise en scène de Robert Manuel : Martine
- 1960 : Zi’Nico ou les Artificiers, d'après Eduardo De Filippo, Théâtre de la Gaîté-Montparnasse, m.e.s. : Michel Fagadeau : Elvire Cimmaruta
- 1963 : L’École de dressage, mise-en-scène : Yves Gasc : Estifania
- 1967 : Le Menteur de Pierre Corneille, Théâtre de l'Est Parisien, m.e.s. : Daniel Leveugle : Lucrèce

## Téléfilms
- 1961 : L'Alibi d'Albi de Jean Vernier : Marthe
- 1962 : Gargantua de Pierre Badel
- 1962 : Vient de paraître d'André Pergament
- 1966 : Les affaires sont les affaires de Gilbert Peneau : Julie
- 1967 : En votre âme et conscience: L'affaire Francey : Mme Paris
- 1968 : Mauregard, feuilleton de Claude de Givray : Hélène de Lartigautière
- 1970 : Nanou, feuilleton, 4 de 12 épisodes, de Georges Régnier : Annie
- 1970 : Noële aux quatre vents, feuilleton de Henri Colpi : la bonne des Karrassos
- 1971 : L'Exécution du duc de Guise, téléfilm de Pierre Bureau : Mlle de Piolent
- 1974 : L'Accusée de Pierre Goutas : la gardienne
- 1976 : La vérité tient à un fil de Pierre Goutas : une détenue